# Bertoldo di Moosburg
Bertoldo di Moosburg (... – dopo il 1361) è stato un teologo e filosofo tedesco neoplatonico dell'Ordine dei Predicatori.
È documentato che nel 1327 insegnò a Ratisbona.

## Biografia

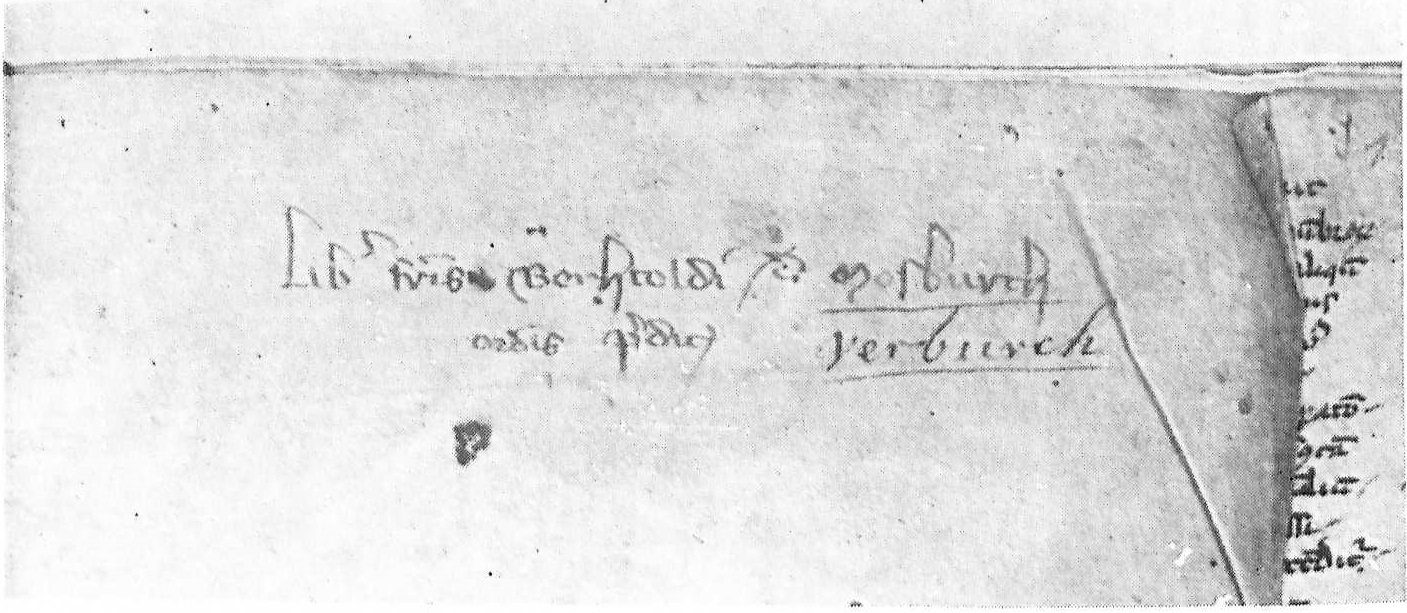
Annotazione di proprietà autografa di Bertoldo nel testo autografo De animalibus di Alberto Magno (Colonia, Archivio Storico della Città, W 258a, fol. (I)r).

Bertoldo probabilmente proveniva da Moosburg an der Isar, in Baviera. La data della vestizione dell'abito domenicano è sconosciuta. Il suo nome è attestato per la prima volta nel 1318 come commentatore di Aristotele. Nel 1327 fu lettore nel monastero domenicano di Ratisbona, mentre dal 1335 al 1343 lo fu in quello di Colonia. Quando i Domenicani furono espulsi da quest'ultima città nel 1346, si trasferì per un periodo a Norimberga, per poi fare ritorno a Colonia nel 1353.

## Attività

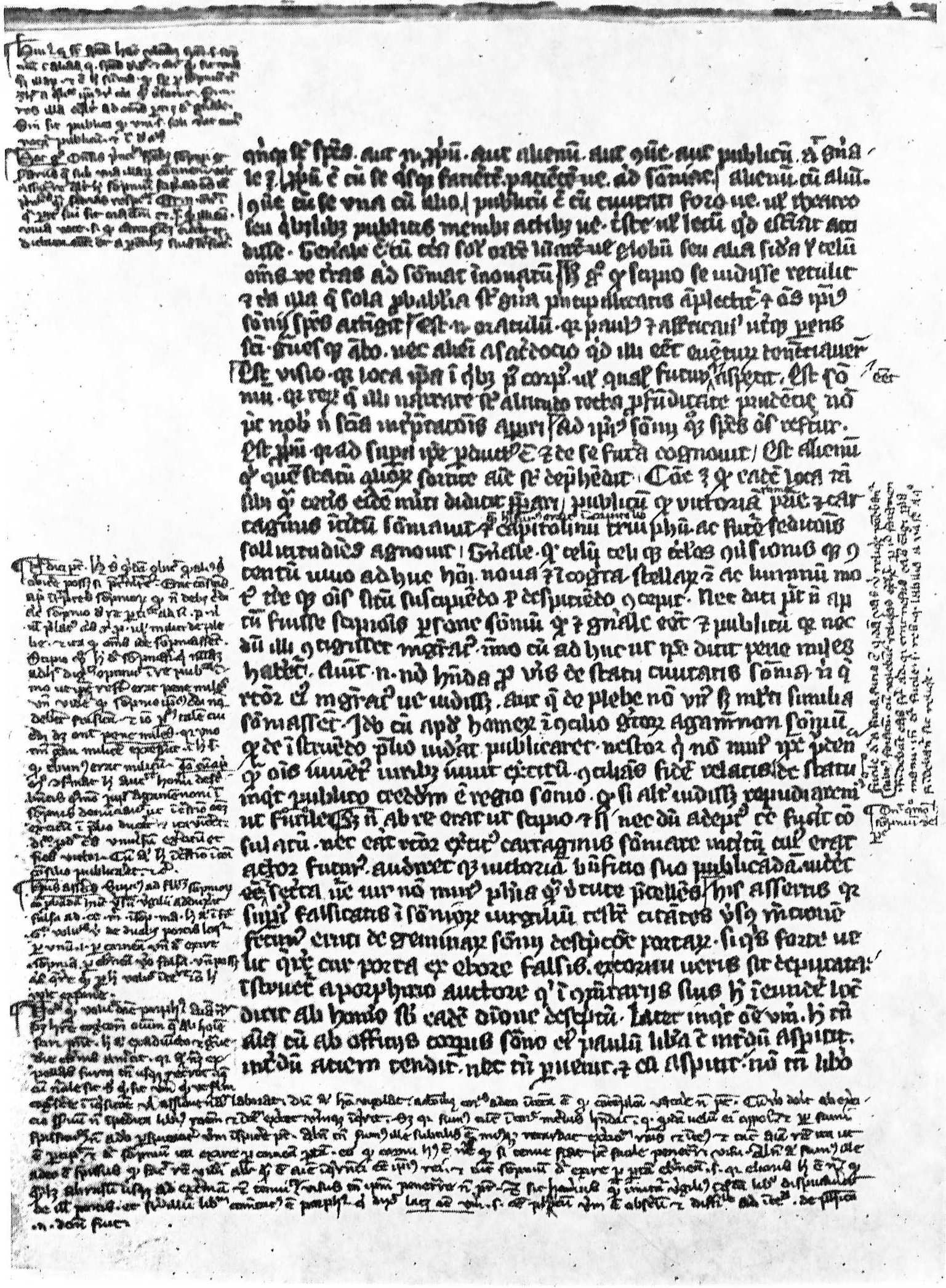
Una pagina di un manoscritto del commento di Macrobio al Somnium Scipionis di Cicerone con note marginali autografe di Bertoldo (Basilea, Biblioteca pubblica dell'Università, F IV 31, fol. 5 v).

La sua Expositio super Elementationem theologicam Procli (Esposizione intorno all'Elementatio theologica di Proclo), composta tra il 1340 e il 1361, rappresentò un'importante attestazione dell'importanza di Proclo per il Neoplatonismo. Fu l'unica opera di Bertoldo sopravvissuta fino all'età moderna. L'opera di Proclo divenne nota in Occidente allorché Guglielmo di Moerbeke la tradusse dal greco in latino nel 1368. Bertoldo opponeva la sua sintesi cristiano-platonica alla filosofia aristotelica. Fortemente condizionato dalo Pseudo-Dionigi Areopagita, le sue fonti includevano Teodorico di Friburgo, Ulrico di Strasburgo e Alberto Magno. Il suo interesse per Proclo si rivolse principalmente alla metafisica neoplatonica dell'Uno che egli utilizzò per il tema dell'unione dell'anima con Dio. Bertoldo equiparò il rapporto tra Dio e le sostanze del mondo a quello che intercorre fra sostanza e accidente. 
Seguendo Boezio, Bertoldo era persuaso del fatto che ogni uomo che compie una graduale ascesa a Dio consegua una qualità divina: "ogni beato è Dio", affermò Bertoldo. In aperto contrasto con la posizione di Tommaso d'Aquino, egli attribuì alle creature delle qualità che Tommaso riteneva essere prerogative di Dio. Ad esempio, egli riteneva possibile che una creatura molto vicina alla sua fonte divina (ad esempio, l'angelo Lucifero), benché diversa da Dio Creatore, potesse essere comunque Atto puro. A suo avviso, il molteplice può esistere solo mediante la sua partecipazione all'Uno e può essere oggetto di conoscenza solo nella misura di tale partecipazione. Bertoldo attribuì un'importanza fondamentale alla conoscenza non solo di Dio, ma anche del mondo; sosteneva che l'uomo fu creato non solo per pervenire alla conoscenza di Dio, ma anche per indagare l'ordine del mondo visibile, che è anch'esso divino in quanto partecipa di Dio e dei Suoi attributi.
Di Bertoldo è andato perduto un commento ai Meteorologica di Aristotele.

## Accoglienza
Poiché nel XIV secolo all'interno dell'Ordine domenicano prevalse il tomismo di stampo aristotelico, la filosofia neoplatonica di Bertoldo non ebbe largo seguito. sopravvivono solo due manoscritti del commentario di Proclo da parte di Bertoldo, entrambi risalenti al XV secolo. Nicola Cusano fu un estimatore del suo commento di Proclo e ne cita alcuni passaggi nei Sermones da lui tenuti.

## Opere
- Expositio super elementationem theologicam Procli 184-211. De animabus, a cura di Loris Sturlese, Rome, Edizioni di storia e letteratura, 1974.
- Bertoldo di Moosburg, Tabula contentorum in Expositione super Elementationem theologicam Procli, a cura di A. Beccarisi, Pisa, Scuola Normale Superiore, 2000.
- Expositio super Elementationem theologicam Procli, in Corpus philosophorum Teutonicorum medii aevi, vol. 6, a cura di Loris Sturlese:
  - 6/1: Prologus. Propositiones 1-13, Meiner, Amburgo 1984. ISBN 3-7873-0599-8
  - 6/2: Propositiones 14-34, Meiner, Amburgo 1986. ISBN 3-7873-0673-0
  - 6/3: Propositiones 35-65, Meiner, Amburgo 2001. ISBN 3-7873-1560-8
  - 6/4: Propositiones 66-107, Meiner, Amburgo 2003. ISBN 3-7873-1655-8
  - 6/6: Propositiones 136–159, Meiner, Amburgo 2007
  - 6/7: Propositiones 160-183, Meiner, Amburgo 2003